# Alpine A290
L'Alpine A290 est une citadine sportive électrique du constructeur automobile français Alpine, basée sur la Renault 5 Electric commercialisée à partir du 30 juillet 2024.

## Préambule

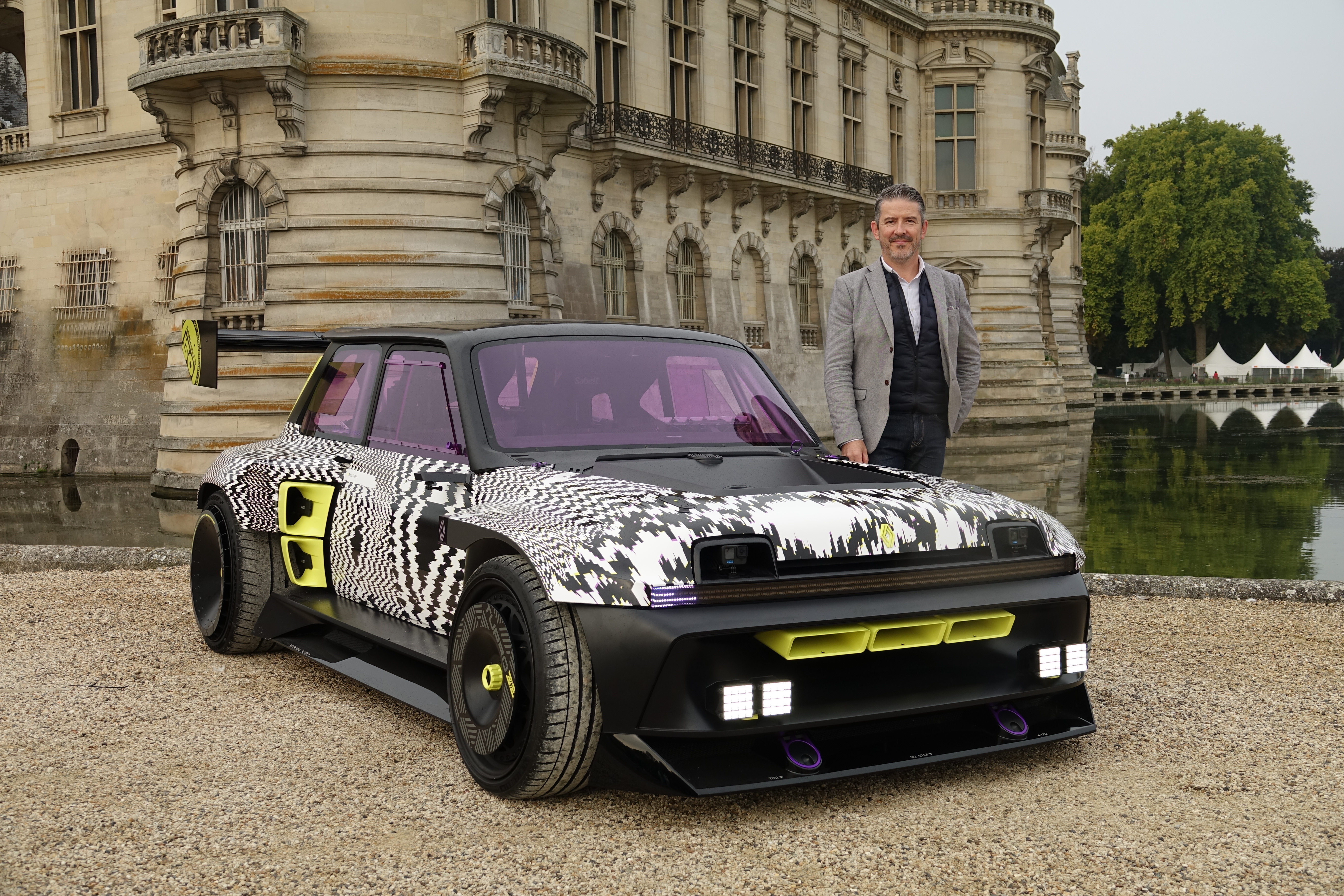
Gilles Vidal et la Renault R5 Turbo 3E.

Le 22 septembre 2022, le constructeur Renault dévoile en images la Renault R5 Turbo 3E avant son exposition publique au concours d'élégance du Chantilly Arts & Elegance Richard Mille 2022. Celle-ci annonce une version sportive de la prochaine Renault 5 E-Tech, héritage de la Renault Super 5 GT Turbo, sans toutefois préciser sous quelle marque elle sera produite. Finalement, la version sportive de la Renault 5 est produite par Alpine, en référence à la R5 Alpine.

## Présentation
L'Alpine A290 est officiellement dévoilée le 13 juin 2024 au Mans en prélude des 24 Heures du Mans 2024. Elle est disponible à partir de juillet 2024 au prix de 38 000 € minimum en France, bonus écologique non déduit. Cette citadine sportive est élu Voiture de l'année 2025 aux côtés de la Renault 5, qui partage la même base technique.

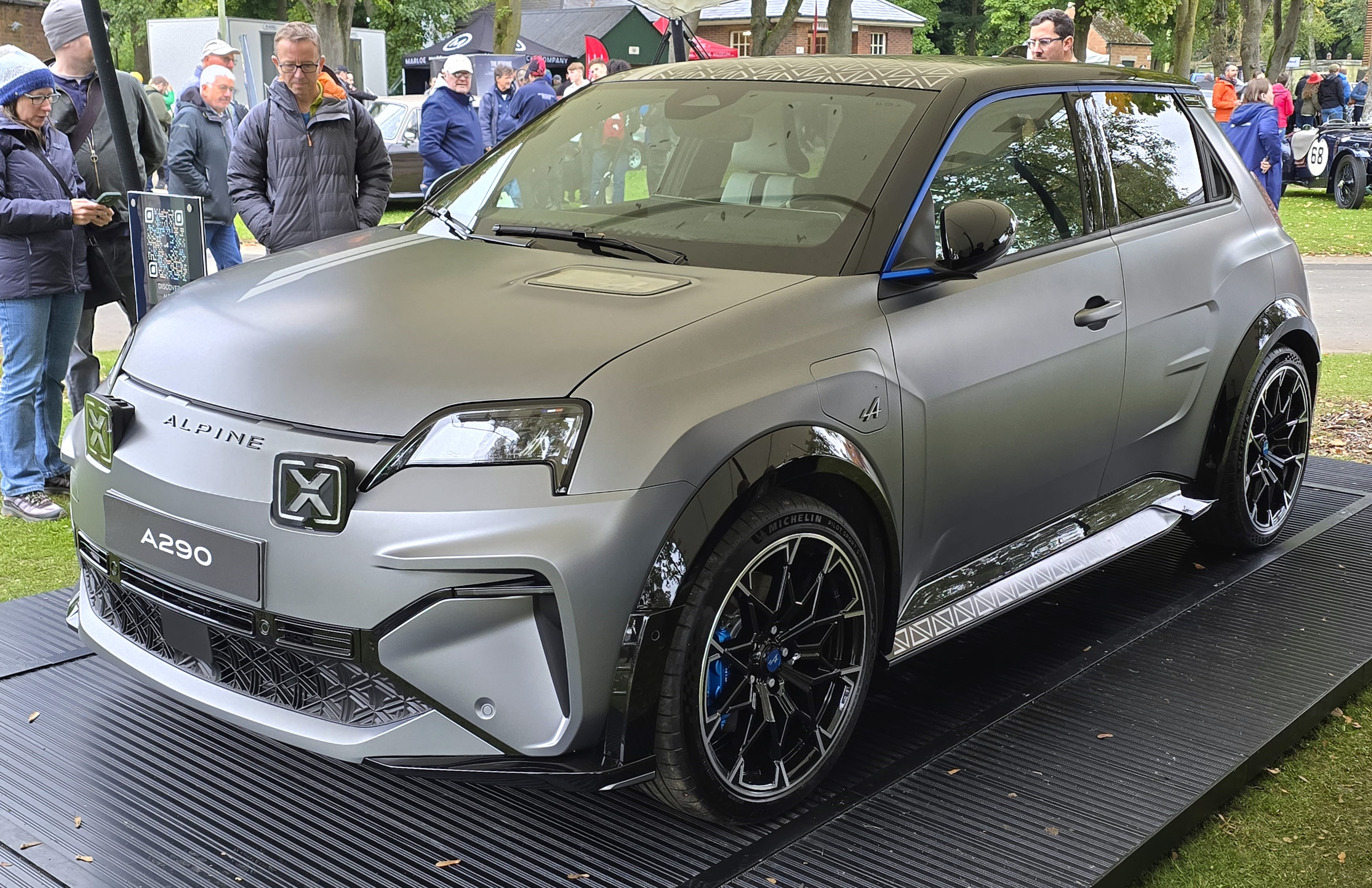
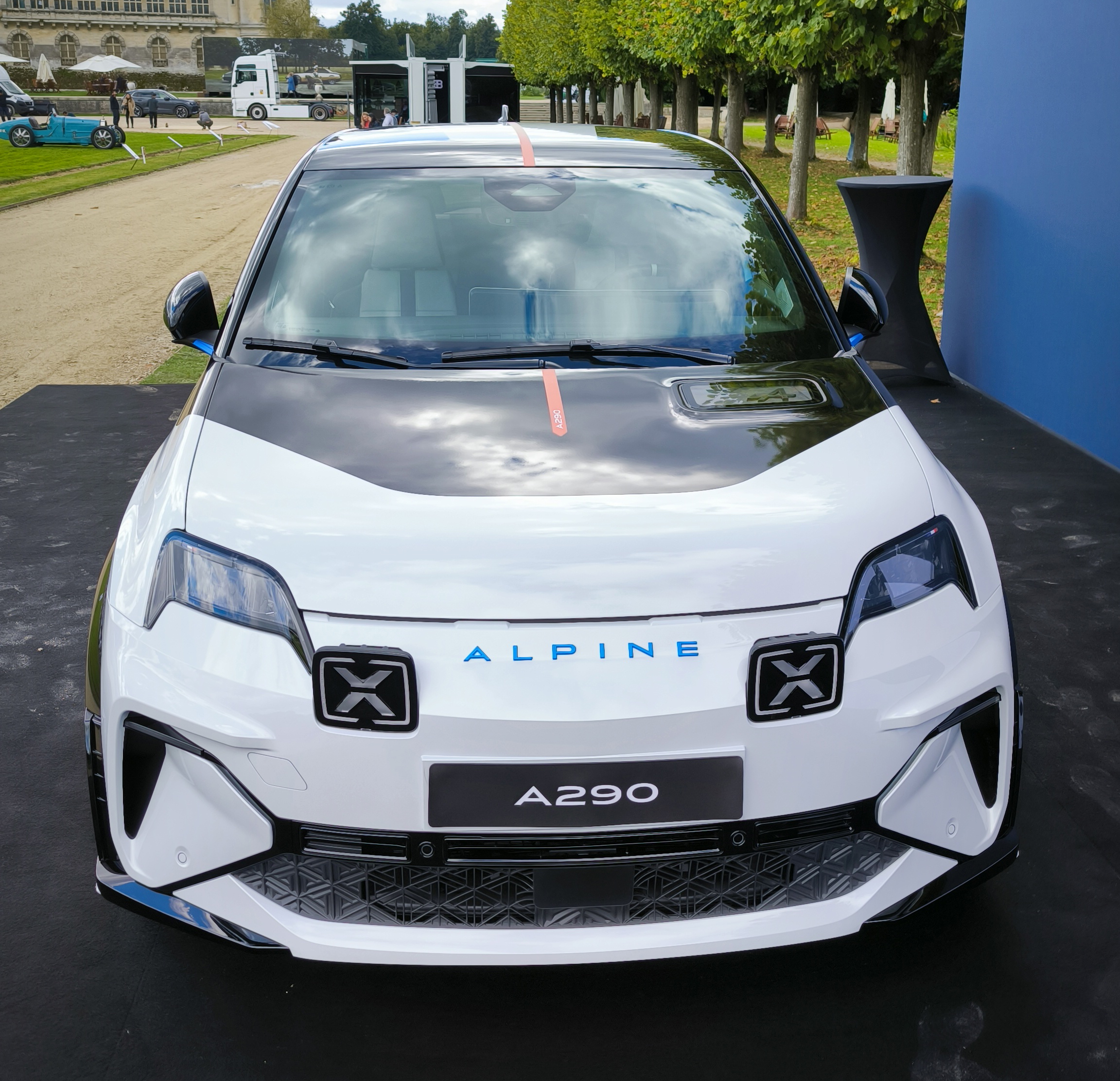
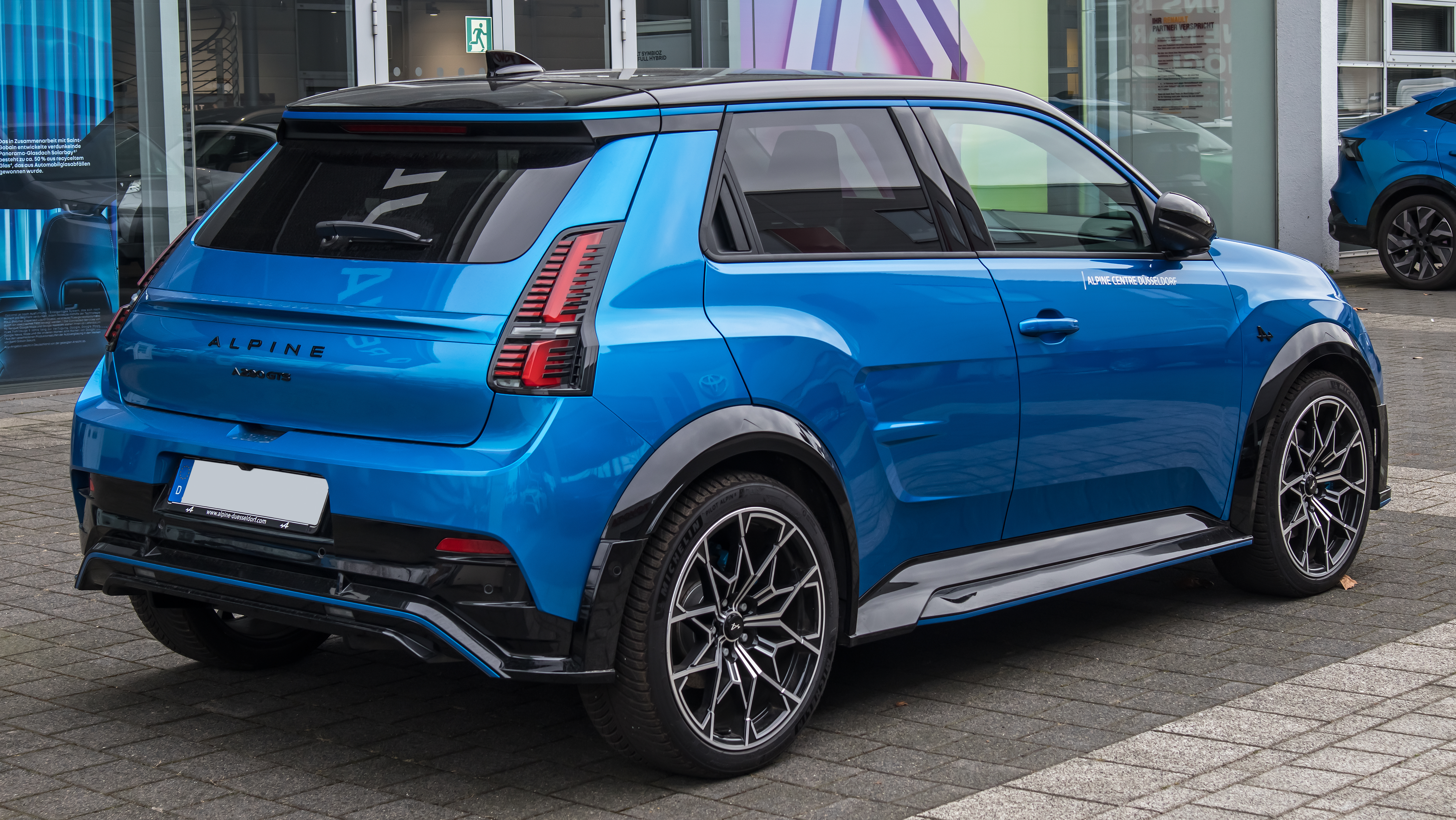

Alpine A290 au Mondial de l'automobile de Paris 2024
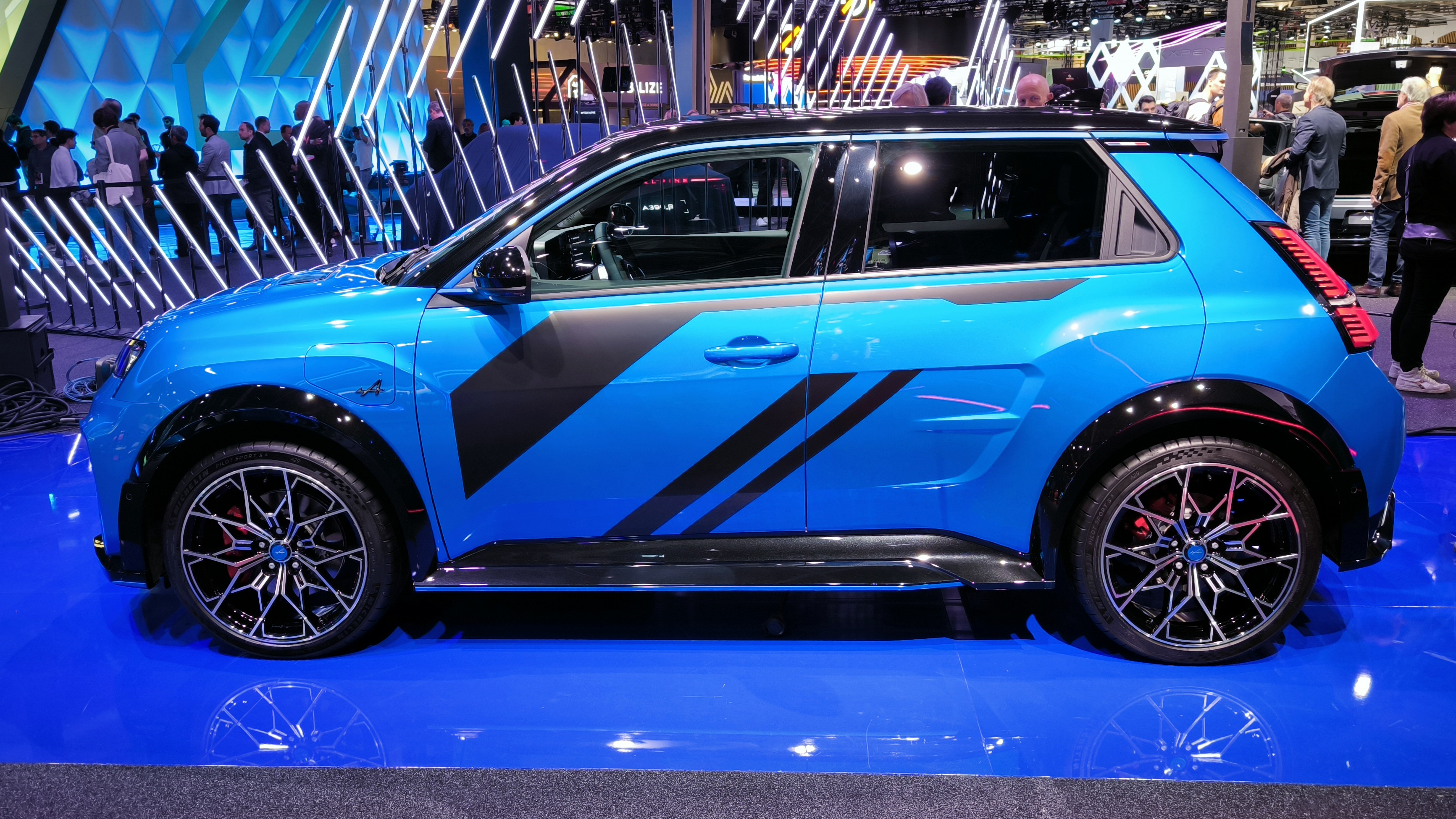
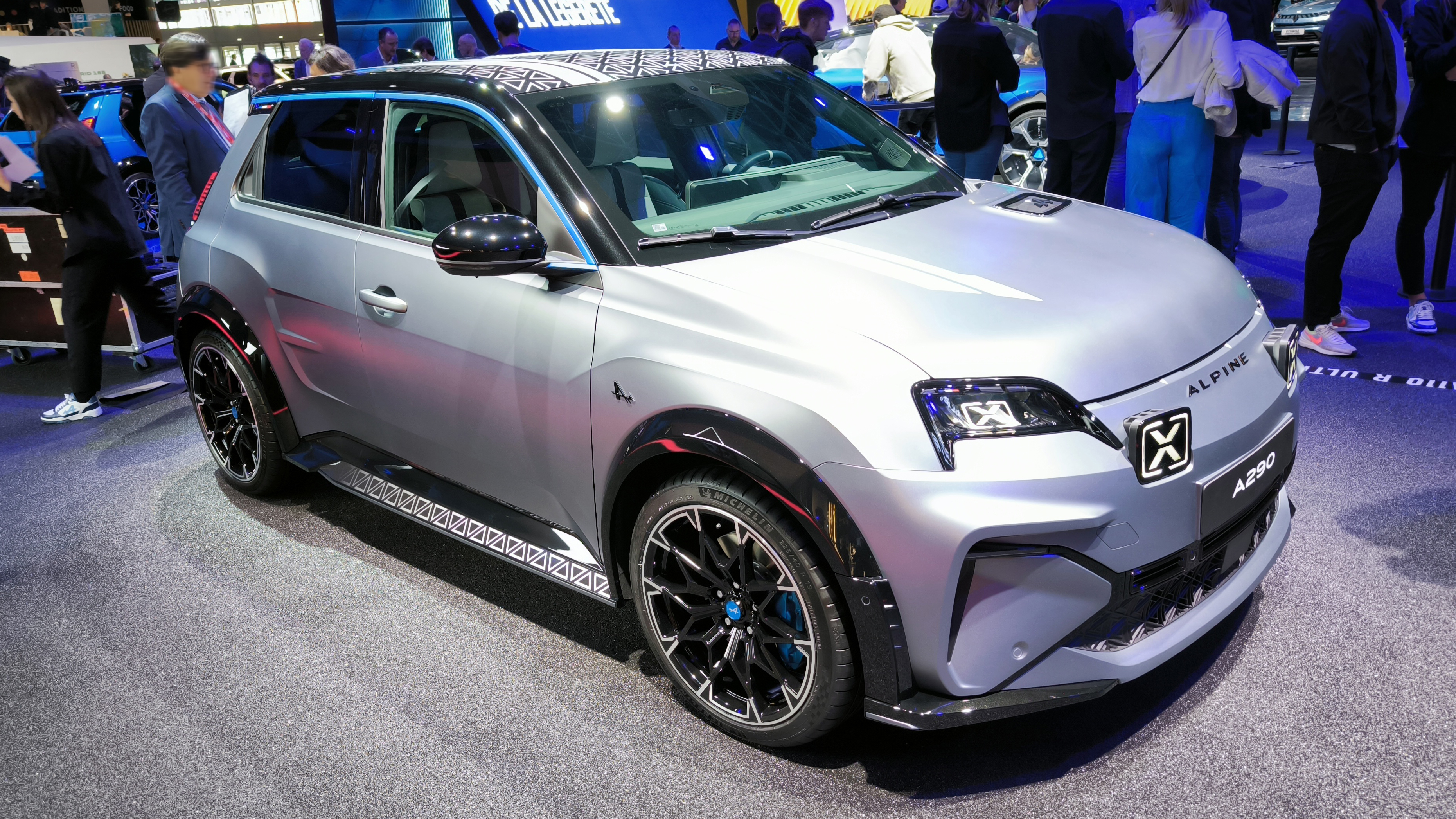

## Caractéristiques techniques
L'A290 repose sur la plateforme technique AmpR Small, anciennement dénommée CMF-B EV du constructeur Renault et reprend la structure de la R5 électrique.
L'A290 est équipée de jantes en alliage de 19 pouces, d'élargisseurs d'ailes et de projecteurs Full LED avec une la signature lumineuse en forme de X singeant la R5 Alpine.

### Motorisation
L'Alpine A290 fait appel au moteur électrique synchrone à rotor bobiné provenant de la Renault Megane E-Tech Electric qui est fabriqué en France, dans la Megafactory de Cléon. Il est disponible en deux puissances : 180 et 220 ch.
Une seule batterie équipe l'A290, d'une capacité de 52 kWh, alimentée via le chargeur en courant alternatif (AC) de 11 kW et 100 kW en continu (DC). Elle est dotée de la fonctionnalité de recharge bi-directionnelle V2L (« Vehicle-to-Load ») permettant de brancher des appareils électriques extérieurs, et V2G (« Vehicle-to-Grid ») pour transférer de l'électricité sur le réseau.
| Logo de Alpine                           | Alpine A290                      | Alpine A290                           |
| Logo de Alpine                           | 180                              | 220                                   |
| ---------------------------------------- | -------------------------------- | ------------------------------------- |
| Finitions                                | GT/ GT Premium                   | GT Performance/ GTS/ Premiere Edition |
| Type de moteur                           | Synchrone à aimants permanents   | Synchrone à aimants permanents        |
| Puissance moteur ch (kW)                 | 180 (132)                        | 220 (162)                             |
| Couple maximal (N m)                     | 265                              | 300                                   |
| Transmission                             | Traction                         | Traction                              |
| Vitesse maximale (km/h)                  | 160                              | 170                                   |
| 0-100 km/h (s)                           | 7,4                              | 6,4                                   |
| Masse à vide (kg)                        | 1479                             | 1479                                  |
| Batterie                                 |                                  |                                       |
| Type                                     | Li-NMC (nickel manganèse cobalt) | Li-NMC (nickel manganèse cobalt)      |
| Capacité brute (kWh)                     | 52                               | 52                                    |
| Capacité utile (kWh)                     |                                  |                                       |
| Autonomie WLTP Mixte (km)                | 378                              | 361                                   |
| Autonomie WLTP Autoroute (km)            | 302                              |                                       |
| Autonomie WLTP Ville (km)                | 507                              |                                       |
| Consommation en cycle mixte (kWh/100 km) |                                  |                                       |
| Consommation en ville (kWh/100 km)       |                                  |                                       |
| Masse de la batterie (kg)                |                                  |                                       |
| Temps de recharge                        |                                  |                                       |
| sur une prise Wallbox 3,7 kW (0 à 100 %) |                                  |                                       |
| sur une borne 11 kW (10 à 80 %)          | 3h20                             | 3h20                                  |
| sur une borne 80 kW (DC) (15 à 80 %)     |                                  |                                       |
| sur une borne 100 kW (DC) (15 à 80 %)    | 30 minutes                       | 30 minutes                            |

## Finitions
- GT[14] (à partir de 38 700 €)[15] :
  - ambiance intérieure bleue ;
  - caméra de recul ;
  - climatisation automatique ;

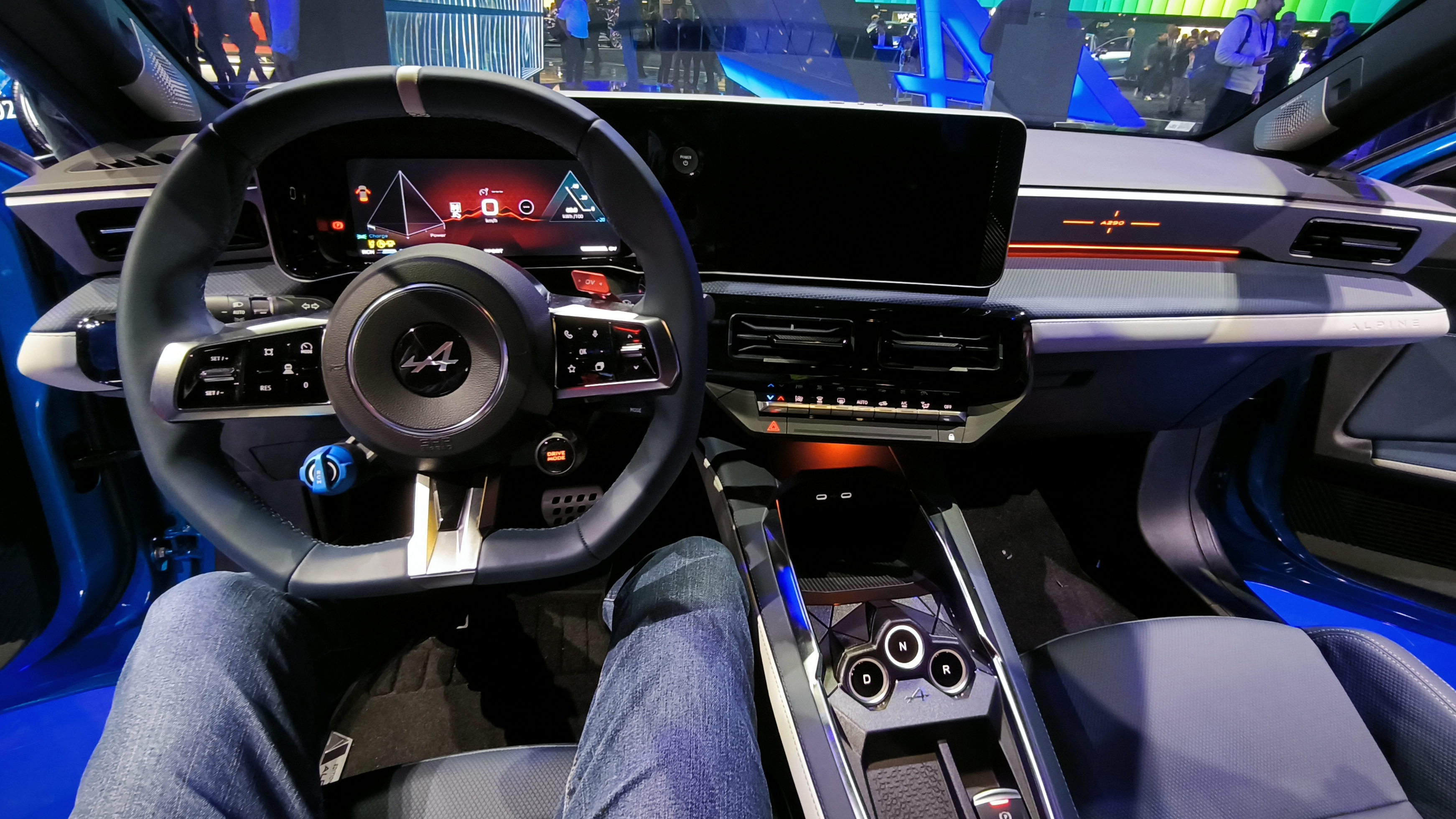
Vue intérieure.

  - écran haute résolution de 10,1 pouces avec Google Automotive Services ;
  - jantes alliage 19 pouces Iconic ;
  - pneus Michelin Sport EV ;
  - régulateur de vitesse adaptatif ;
  - sièges avant chauffants ;
  - vitres surteintées ;
  - volant sport en cuir Nappa.

- GT Premium (GT +, à partir de 41 900 €) :
  - Alpine Drive Sound ;
  - chargeur smartphone à induction ;
  - étriers de freins avant Brembo Bleu Alpine ;
  - harmonie intérieure en cuir Nappa avec surpiqûres et monogrammes Alpine ;
  - jonc de toit bleu mat ;
  - système audio haute-fidélité Devialet ;
  - toit biton noir ;
  - volant chauffant.

- GT Performance (GT +, à partir de 41 900 €), uniquement en 220 ch :
  - Alpine Telemetrics ;
  - éléments design noirs chromés (monogrammes Alpine, emblème du A fléché sur les ailes avant) ;
  - étriers de freins avant Brembo Rouge Racing ;
  - pneus Michelin Pilot Sport 5 ;
  - rétroviseurs extérieurs rabattables électriquement.

- GTS (GT Premium/Performance +, à partir de 44 700 €), uniquement en 220 ch :
  - Alpine Telemetrics Premium ;
  - étriers de freins avant Brembo Rouge Racing ;
  - harmonie intérieure biton en cuir Nappa ;
  - jantes 19 pouces Snowflakes noires ;
  - pneus Michelin Pilot Sport 5 ;
  - système audio haute-fidélité Devialet.

Couleurs
- Bleu Alpine Vision[16]
- Noir Profond
- Blanc Nival
- Gris Tornade Mat

### Séries limitées
Alpine lance une série limitée Première Edition la première année de commercialisation et disponible en 1 955 exemplaires, faisant référence à l'année de création de la marque Alpine à Dieppe en 1955, et proposée en 4 versions(Noir Profond, Beta (en Blanc Nival), La Bleue (en Bleu Alpine Vision), La Grise (en Gris Tornade Mat)).
- Première Edition (à partir de 46 200 €)[18], uniquement en 220 ch :
  - cuir Nappa ;
  - étriers de freins bleus ;
  - jantes 19 pouces Snowflakes noir brillant ;
  - jonc de toit bleu ;
  - Pack Driving (conduite semi-autonome de niveau 2) ;
  - Pack Safety (alerte de sortie de stationnement en marche arrière) ;
  - plaque « Première Édition 1 out of 1955 » ;
  - pneus Michelin Pilot Sport 5 ;
  - système audio haute-fidélité 615 W Devialet 9 HP ;
  - tapis de sol « Première Édition ».

## Concept cars

### Alpine A290_β
Le 9 mai 2023, Alpine présente à Bristol (Royaume-Uni) le concept car Alpine A290_β préfigurant la sportive Alpine A290.

### Renault R5 Turbo 3E
La Renault R5 Turbo 3E est un concept car de voiture de course 100 % électrique du constructeur automobile français Renault inspiré de la Renault 5 Turbo et célèbre les 50 ans de la Renault 5. Le concept car est dévoilé dans la presse le 22 septembre 2022 avant son exposition au public au concours d'élégance du Chantilly Arts & Elegance Richard Mille 2022 le 25 septembre 2022, puis au Mondial de l'automobile de Paris 2022 en octobre. La R5 Turbo électrique est dotée d'une batterie d'une capacité de 42 kWh.
La R5 Turbo 3E dispose de deux moteurs électriques sur les roues arrière. Au total, ils délivrent une puissance de 280 kW (environ 380 ch) pour un couple de 700 N m. La Renault R5 Turbo électrique peut atteindre 200 km/h en vitesse de pointe et réalise le 0 à 100 km/h en 3,5 s.

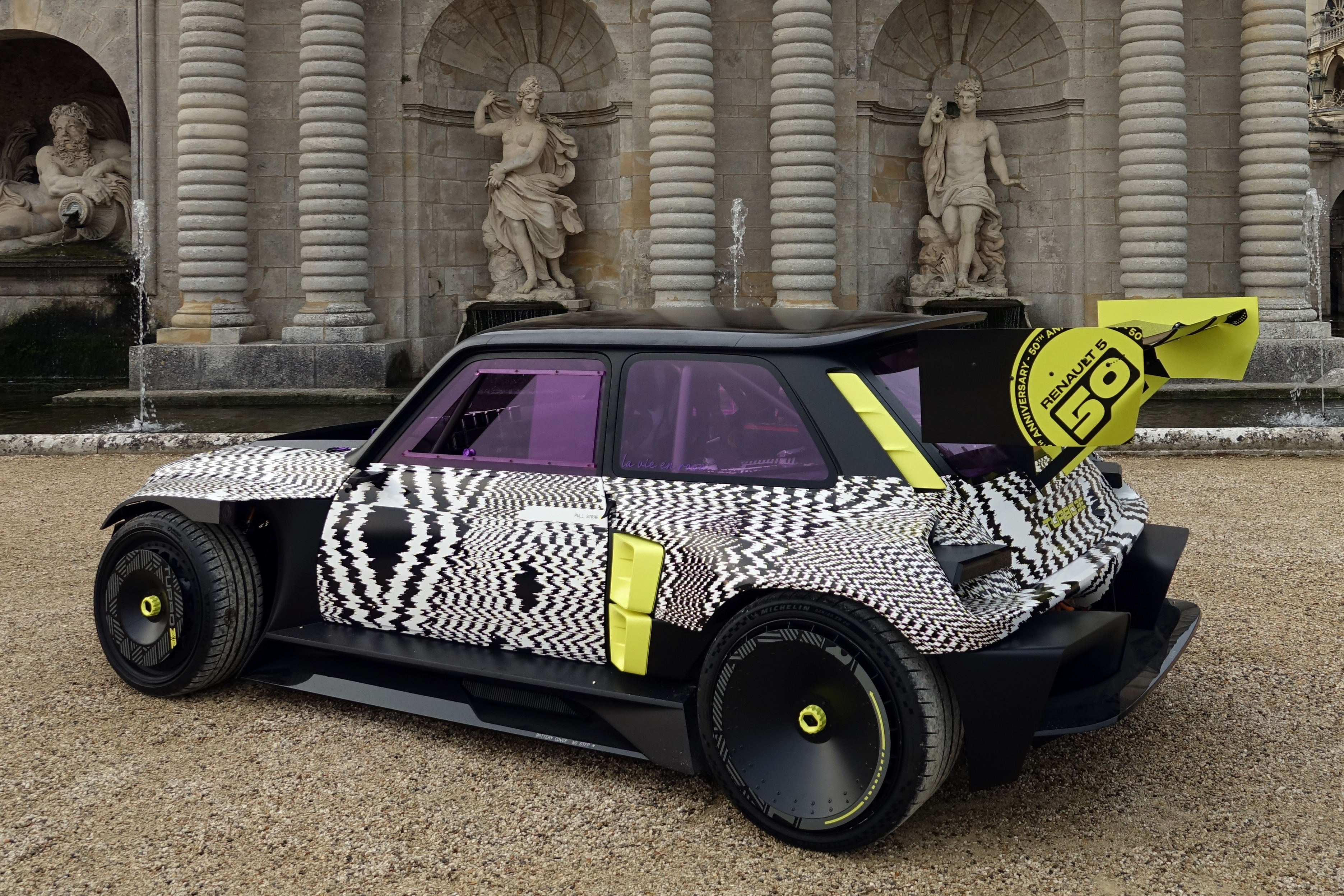
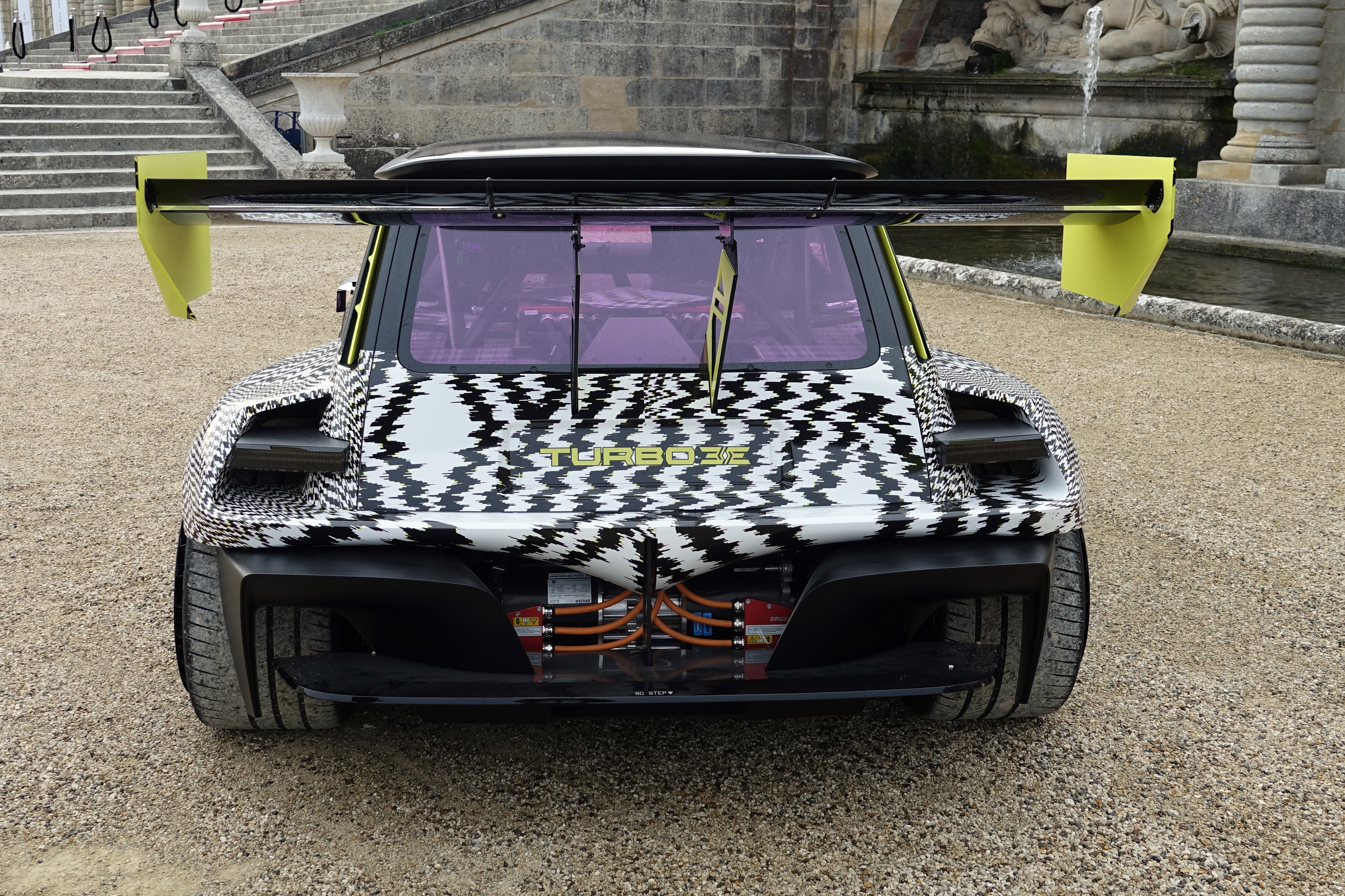
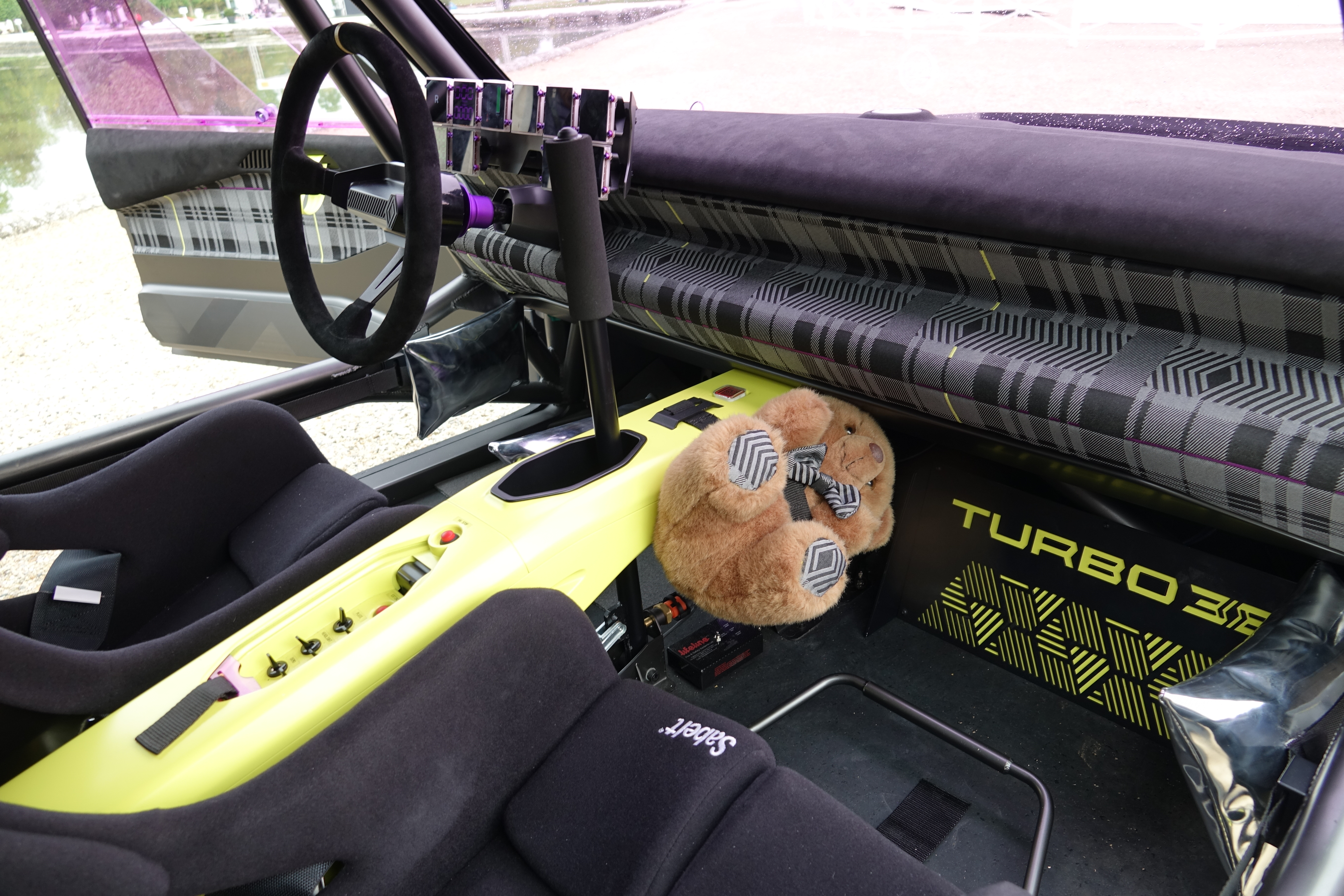
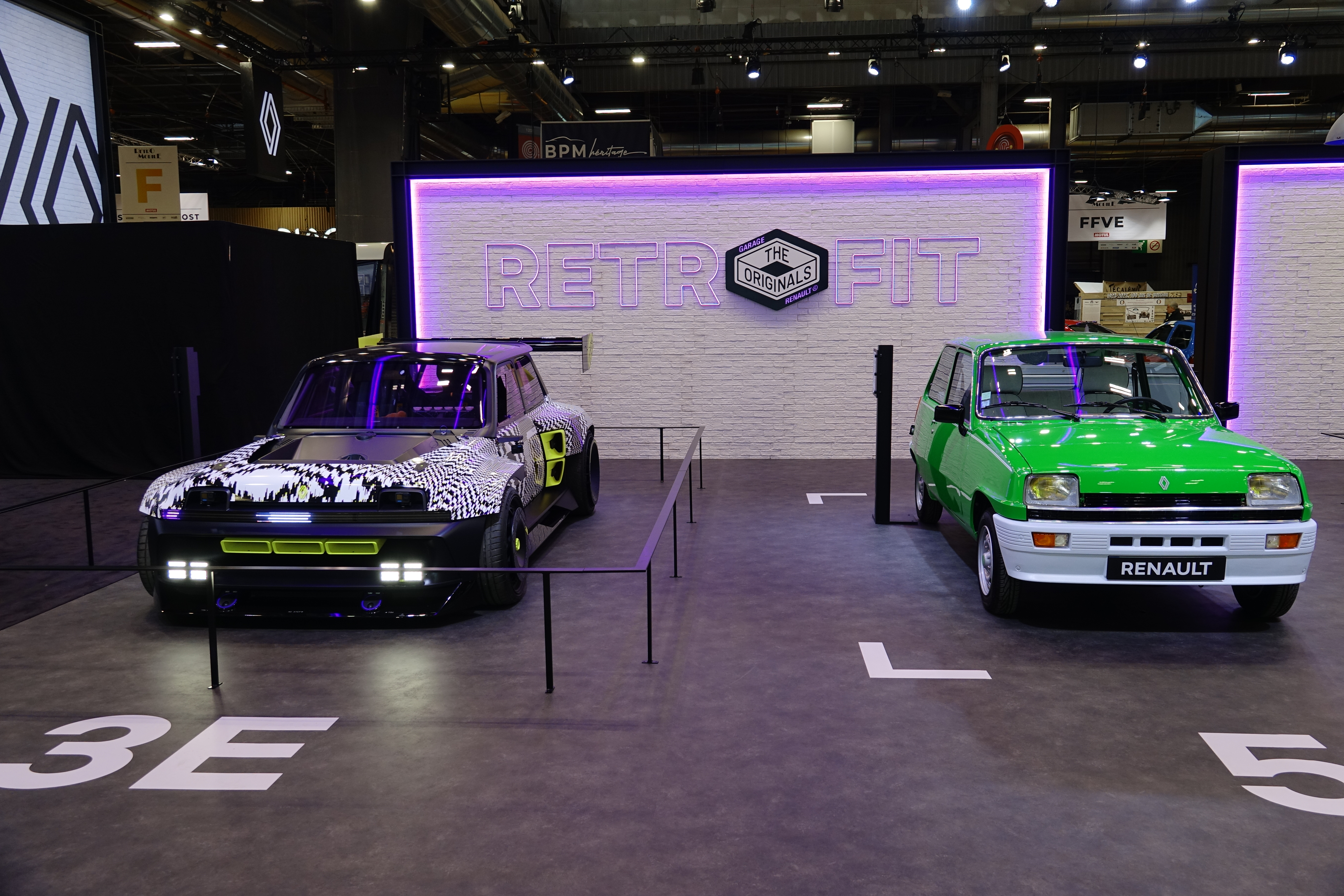
Renault R5 Turbo 3E et une R5 originelle